# Więckowice (województwo podkarpackie)
Więckowice – wieś w Polsce położona w województwie podkarpackim, w powiecie jarosławskim, w gminie Roźwienica.
| SIMC    | Nazwa      | Rodzaj    |
| ------- | ---------- | --------- |
| 0610796 | Parcelacja | część wsi |

Po II wojnie światowej Więckowice weszły w skład województwa rzeszowskiego (1946 rok). W latach 1975–1998 miejscowość należała administracyjnie do województwa przemyskiego.
W roku 1984 został wybudowany w Więckowicach kościół filialny parafii św. Mikołaja Biskupa w Tuligłowach pod wezwaniem Trójcy Przenajświętszej.

## Historia
Tradycje osadnicze dotyczące wsi Więckowice sięgają XIV wieku. Początkowo Więckowice były niewielkim przysiółkiem wsi Bystrowice. Bystrowice wchodziły w skład dóbr należących do Mikołaja Mzurowskiego dziedzica Rudołowic, Tuligłów, Węgierki i Tyniowic.
W 1464 r. dobra po Janie Mzurowskim; Bystrowice i Więckowice zostały podzielone między synów: Jana i Mikołaja.
Więckowice otrzymał Mikołaj i dla uniezależnienia się od brata i zdobycia nowych dochodów, zastrzegł sobie w umowie podziałowej prawo postawienia młyna na rzece Mleczce w Więckowicach. W 1450 r. król Kazimierz Jagiellończyk przeniósł Rudołowice, Bystrowice i Więckowice z prawa polskiego na prawo niemieckie. W 1507 roku we wsi wzmiankowana jest cerkiew. W 1508 r. właścicielami Więckowic byli Roźwienieccy i Wiączkowscy, w 1589 Jarosławscy. Według wykazu podatkowego z 1651 roku Więckowice miały zagospodarowane 3 łany, karczmę, a oprócz kmieci mieszkało jeszcze 7 rodzin zagrodników. Właściciele wsi zmieniali się często. Na przełomie XVII i XVIII w. wieś była własnością Katarzyny z Sienna. W 1713 roku w Więckowicach mieszkało 5 kmieci uprawiających po pół łanu, 10 zagrodników uprawiających ćwierć łanu oraz 3 chałupników.

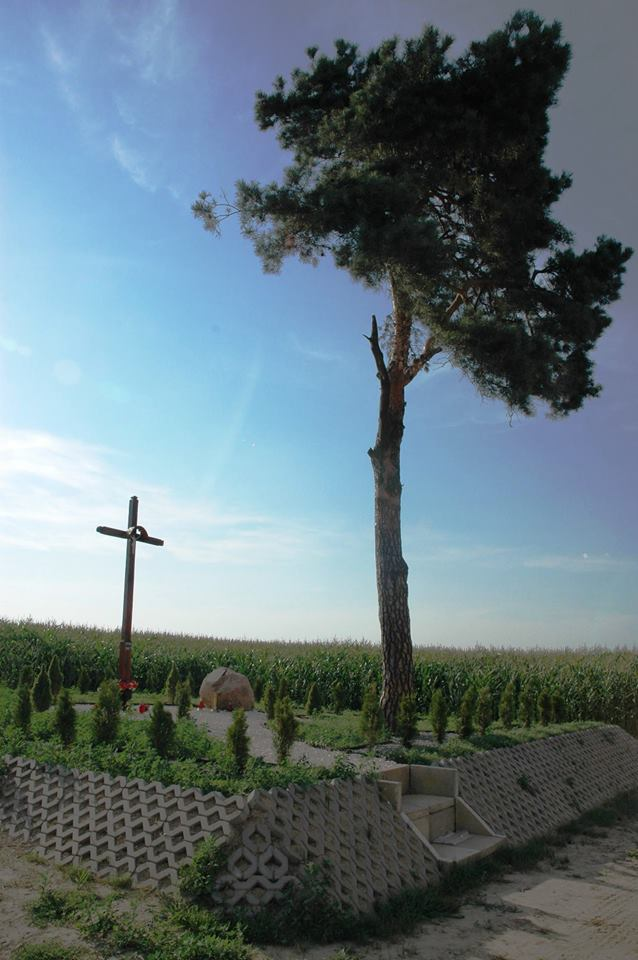
Cmentarz Choleryczny w Więckowicach z XIX wieku

W XIX wieku Więckowice należały do Białobrzeskich, Jędrzyjowskich. W połowie XIX w został wybudowany dwór. Obszar dworski w Więckowicach miał 6 domów, mieszkało tam 76 osób. Jego przełożonym był Bolesław Jasiński. W 1893 r. wieś składała się z 31 domów i 190 mieszkańców. Przeważali mieszkańcy wyznania rzymskokatolickiego (57.4%), 35.2% stanowili prawosławni i 7.4% stanowili wyznawcy judaizmu.
Na skraju wsi znajduje się stary cmentarz zwany potocznie „cholernym”. Pochowani są tam ludzie, których dziesiątkowała panująca w latach 1831–1873 choroba. Pochowani są tam zarówno mieszkańcy Więckowic wyznania katolickiego, jak i greckokatolickiego. Cmentarz został w 2017 roku kapitalnie odnowiony przez miejscową OSP i wpisany w rejestr zabytków. Jest również w Więckowicach jedno miejsce, o którym mówi się, że to stare cmentarzysko. W miejscu tym do dziś można znaleźć ludzkie szczątki. W miejscu tym znajdowała się Cerkiew i mieszkał Pop. W 1888 roku wieś należała do Wacława Marynowskiego herbu Niezgoda, radnego powiatu jarosławskiego.
Na początku XX wieku Więckowice razem z większymi Bystrowicami liczyły 126 domów, a w obu wsiach mieszkało 709 osób. W 1902 roku według ksiąg parafialnych Cerkwi Greckokatolickiej w Pruchniku w Więckowicach mieszkało 24 osoby obrządku greckokatolickiego, które podlegały parafii w Pruchniku. W 1909 roku właścicielką Więckowic wraz z Bystrowicami była Maria Anlauf.
Od 1919 roku Więckowice znajdowały się w województwie lwowskim, powiecie jarosławskim i gminie Roźwienica.
Wieś dzieliła się na dwie części: domy skupione wokół drogi (czyli dawna ulicówka) i parcelacja. Na parcelacji mieszkali przybysze z różnych stron kraju, których domy znajdowały się w różnych punktach dawnego obszaru dworskiego. Dzięki staraniom Zofii Marynowskiej, matki Jana, w Więckowicach powstaje w 1925 roku pierwsza szkoła. Nauka odbywała się w czworaku dworskim. Jan Marynowski darował % morga gruntu pod budowę szkoły i 12 września 1925 roku we własnym drewnianym budynku dzieci rozpoczęły rok szkolny. W 1939 r. posiadłości Jana Marynowskiego wynosiły 112 ha i 21 arów. Majątek był już zadłużony i kontrolę nad nim sprawował bank.
Na początku września 1939 do Więckowic, jak i innych okolic wkroczyły korpusy oddziałów niemieckich, nie siejąc jednak spustoszenia we wsi. Od 26 października 1939 do 18 stycznia 1945 Więckowice wchodziły w skład Generalnego Gubernatorstwa, dystrykt krakowski. W 1944 roku do Więckowic weszły wojska radzieckie. Jakiś czas stacjonowały one we wsi. W Więckowicach słynna jest rodzina Kądziołków, która podczas wojny ukrywała 3 Żydów w swoim gospodarstwie. W 2001 r.zostali odznaczeni tytułem ''Sprawiedliwi wśród narodów świata'' odznaczenie przyznawane przez Instytut Jad Waszem w Jerozolimie. W 1923 r. urodził się w Więckowicach Edward Galiński, który 14 czerwca 1940 r. przybył pierwszym transportem do KL Auschwitz. Został stracony wraz z Malą Zimetbaum 22 sierpnia 1944 po ucieczce z obozu. Ostatnim właścicielem Więckowic aż do roku 1947 był Jan Marynowski.

## Zespół dworski
We wsi zachował się murowany dwór z połowy XIX w. Obecnie jest odremontowany stanowi własność prywatną. Dwór jest pięknym przykładem architektury dawnych dworów szlacheckich. Zbudowano go na rzucie prostokąta z dwoma alkierzami, nadającymi budynkowi kształt litery U. Po wojnie budynek służył miejscowej młodzieży jako szkoła podstawowa, która została zlikwidowana w latach osiemdziesiątych. Dwór otoczony był parkiem. Dziś pozostały tylko niewielkie ogrody krajobrazowe, ze skupieniami dwustuletnich lip oraz nasadzeń grabowych z klonem i jesionem, modrzewiem, świerkiem i kasztanowcem. Na uwagę zasługuje również kilka drewnianych domów z początków XX wieku. w parku krajobrazowym znajduje się piękna figurka Matki Boskiej oraz zabytkowy krzyż przy skrzyżowaniu dawnych dróg. Z krzyżem związane są pewne historie oraz legendy. W skład zespołu dworskiego wchodziła również gorzelnia. Według spisu gorzelni w Galicji z 1901 r. gorzelnia również znajdowała się w Więckowicach, a jej właścicielem był Mieczysław Marynowski.

## Czasy współczesne
W Więckowicach prężnie działa miejscowa OSP, która w ostatnich latach przyczyniła się do rozwoju kulturalnego miejscowości oraz integracji mieszkańców. Jednostka powstała prawdopodobnie na przełomie XIX i XX wieku, czego potwierdzeniem jest odnotowany fakt uczestnictwa strażaków z Więckowic na poświęceniu sztandaru OSP w Węgierce w 1910 roku. Jednostka posiada również egzemplarz motopompy „Leopolia” produkowanej przez firmę Steinhagen i Stransky w Warszawie. Pompa prawdopodobnie została wyprodukowana w latach 30. XX wieku. W latach 70. XX wieku została wybudowana nowa remiza strażacka, która służy strażakom do dziś. W Więckowicach bardzo dobrze działa również powstałe w latach 60. XX wieku Koło Gospodyń Wiejskich, które ma wiele sukcesów na swoim koncie w przeglądach regionalnych.
W dniu 10 listopada 2018 miała miejsce uroczystość poświęcenia tablicy upamiętniającej 100 lecie odzyskania przez Polskę niepodległości. Na tablicy tej zostały wyszczególnione nazwiska 18 mieszkańców Więckowic walczących o niepodległość Polski.
Ciekawe obiekty to:
- Murowany dwór szlachecki z XIX wieku oraz park krajobrazowy
- Spichlerz dworski z XIX wieku
- „Cmentarz choleryczny” na krańcach wsi z lat 1831–1873 odrestaurowany w 2017 r. przez miejscową OSP.
- Stare cmentarzysko w centrum wsi, prawdopodobnie z XVI lub XVII wieku

## Ludzie związani z Więckowicami
- Wacław Marynowski – właściciel Więckowic wraz z Tyniowicami i Chorzowem, radny powiatu jarosławskiego